# Glycosmis pentaphylla
Glycosmis pentaphylla är en vinruteväxtart som först beskrevs av Anders Jahan Retzius, och fick sitt nu gällande namn av Correa. Glycosmis pentaphylla ingår i släktet Glycosmis och familjen vinruteväxter. Inga underarter finns listade i Catalogue of Life.

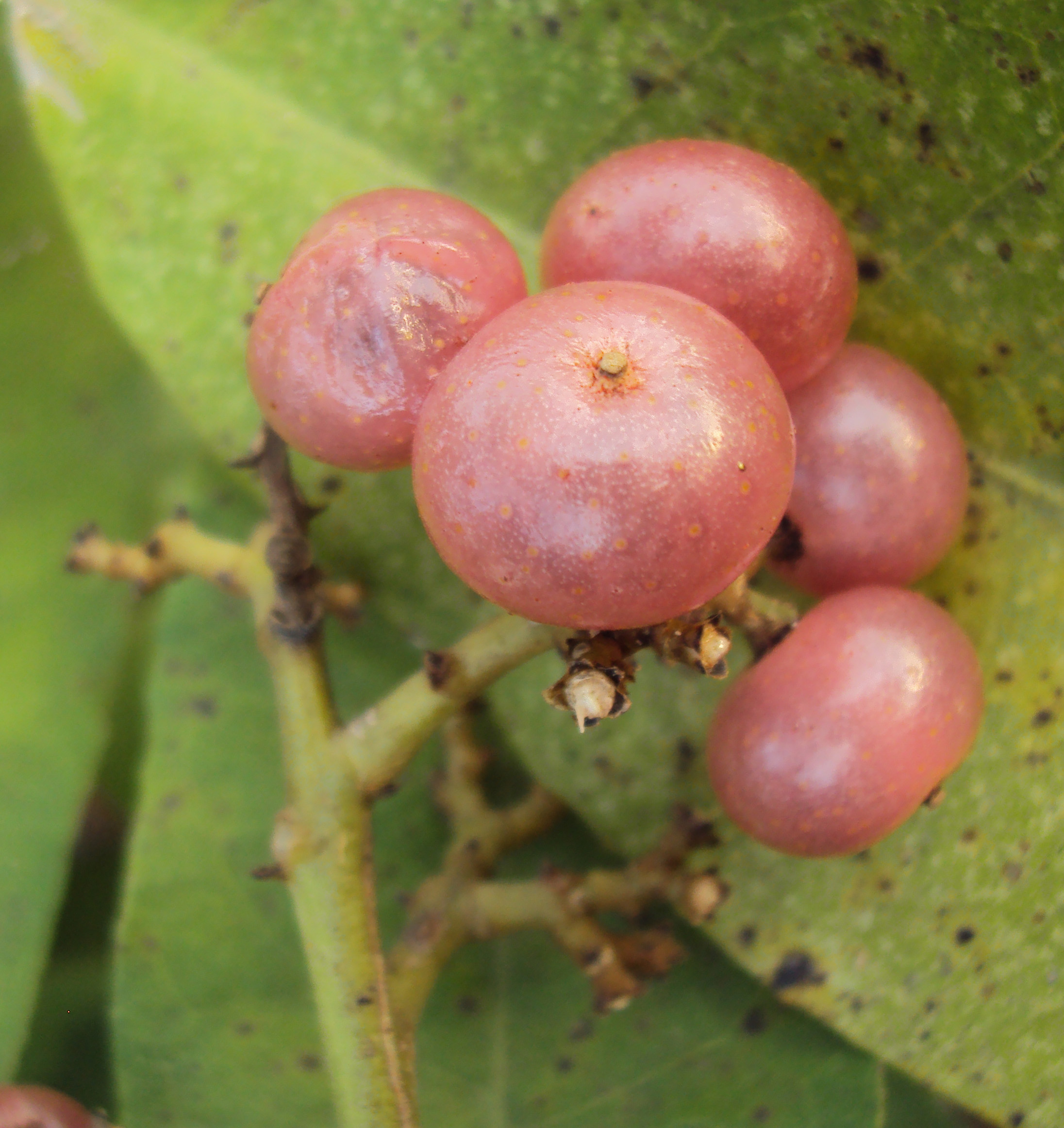
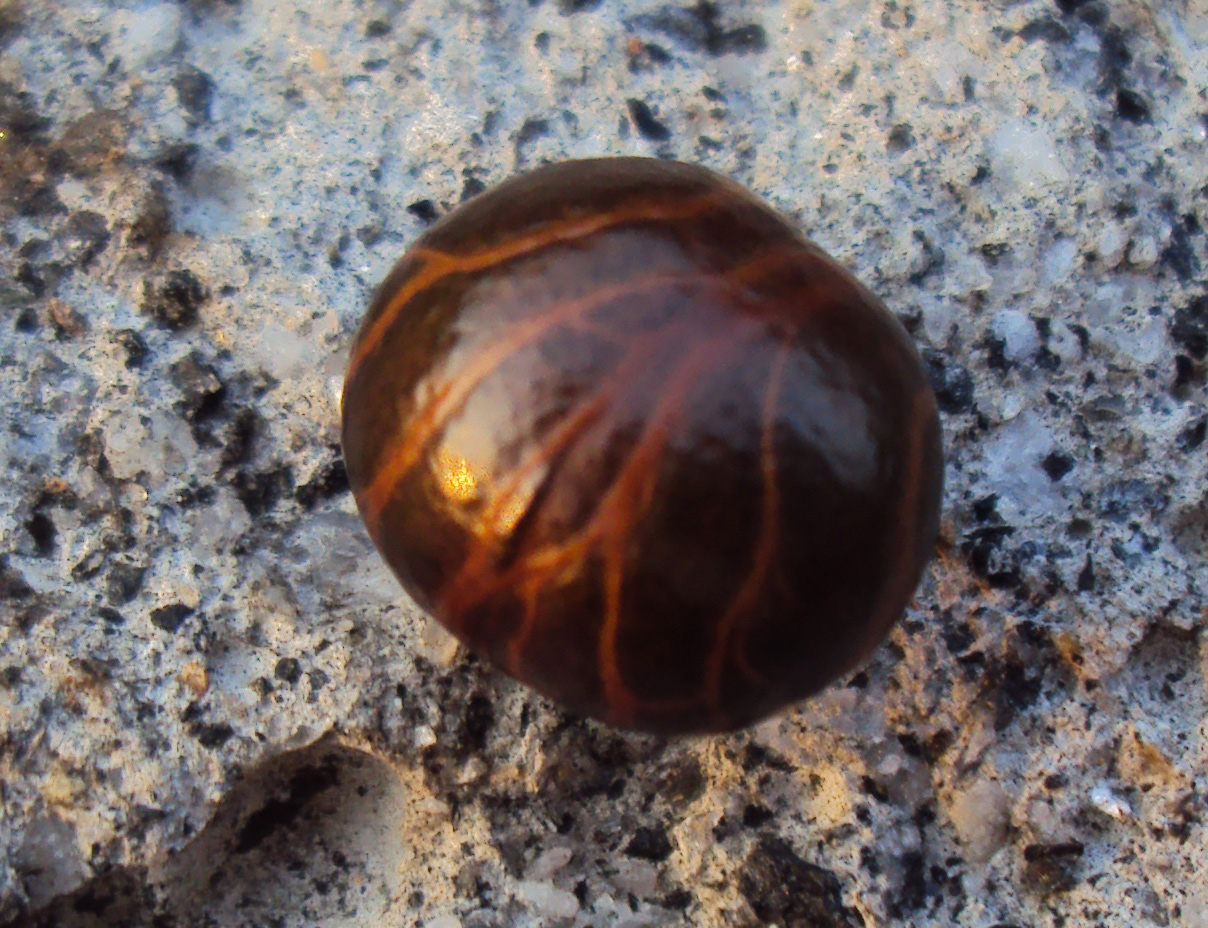
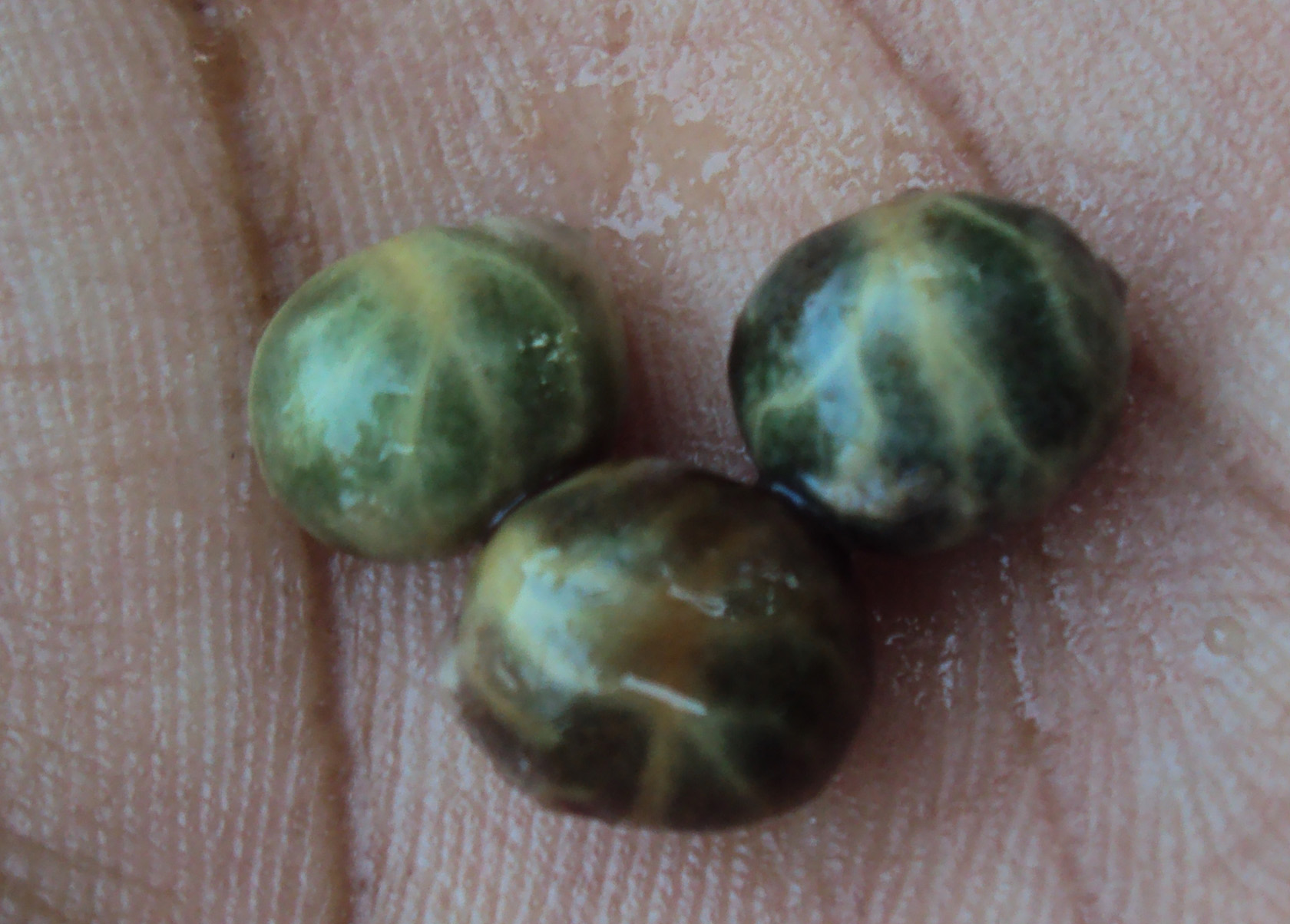
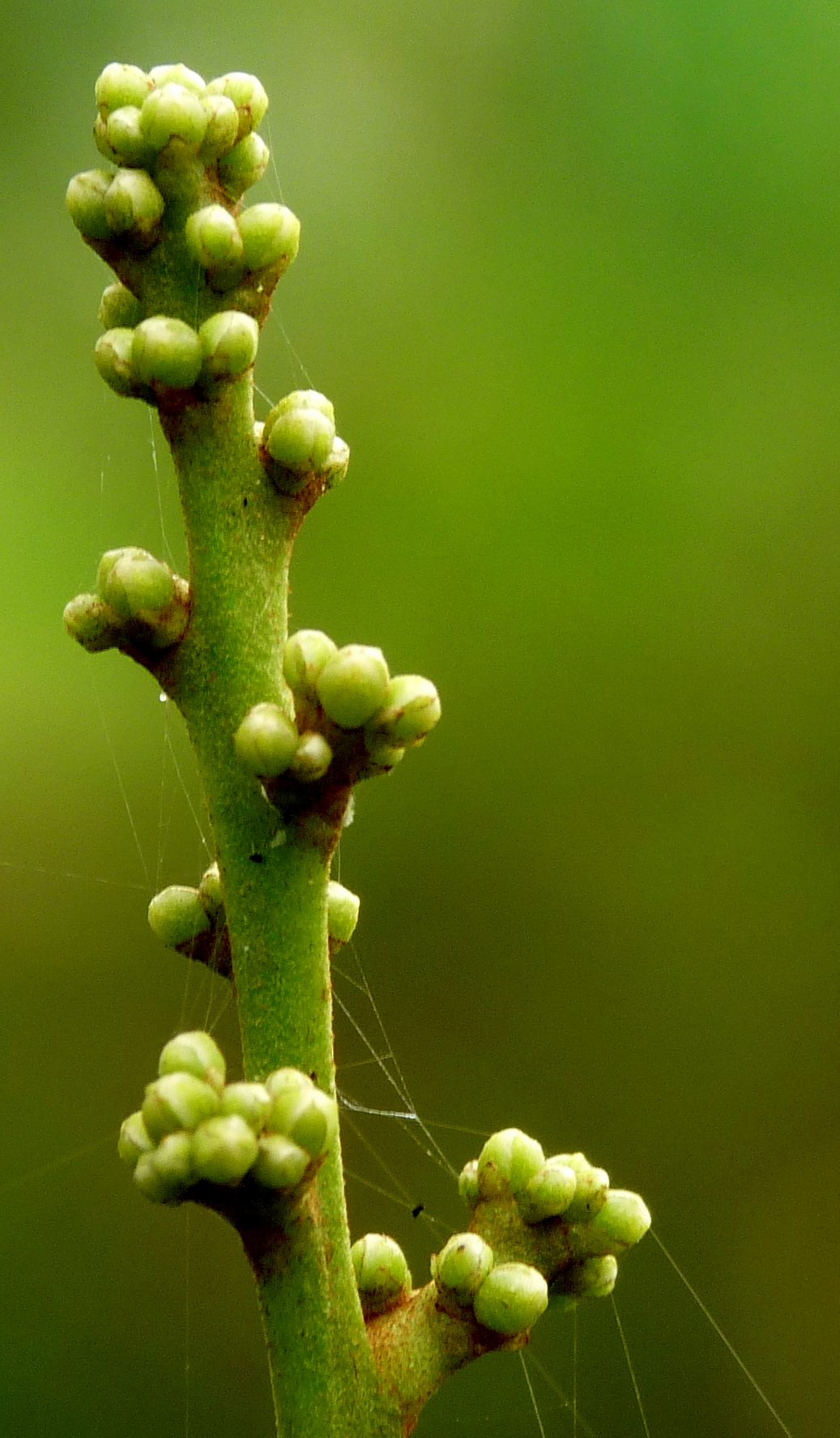
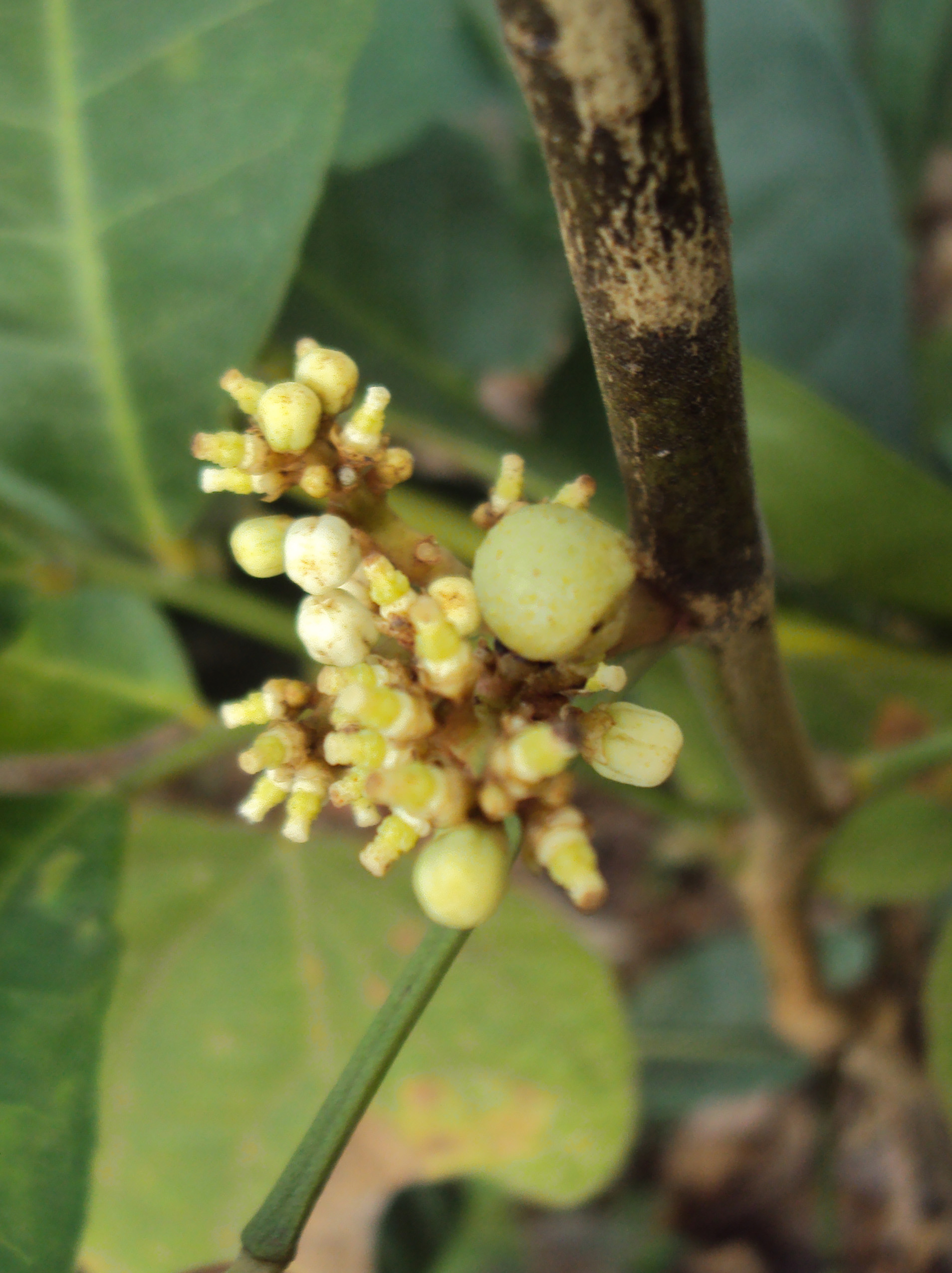
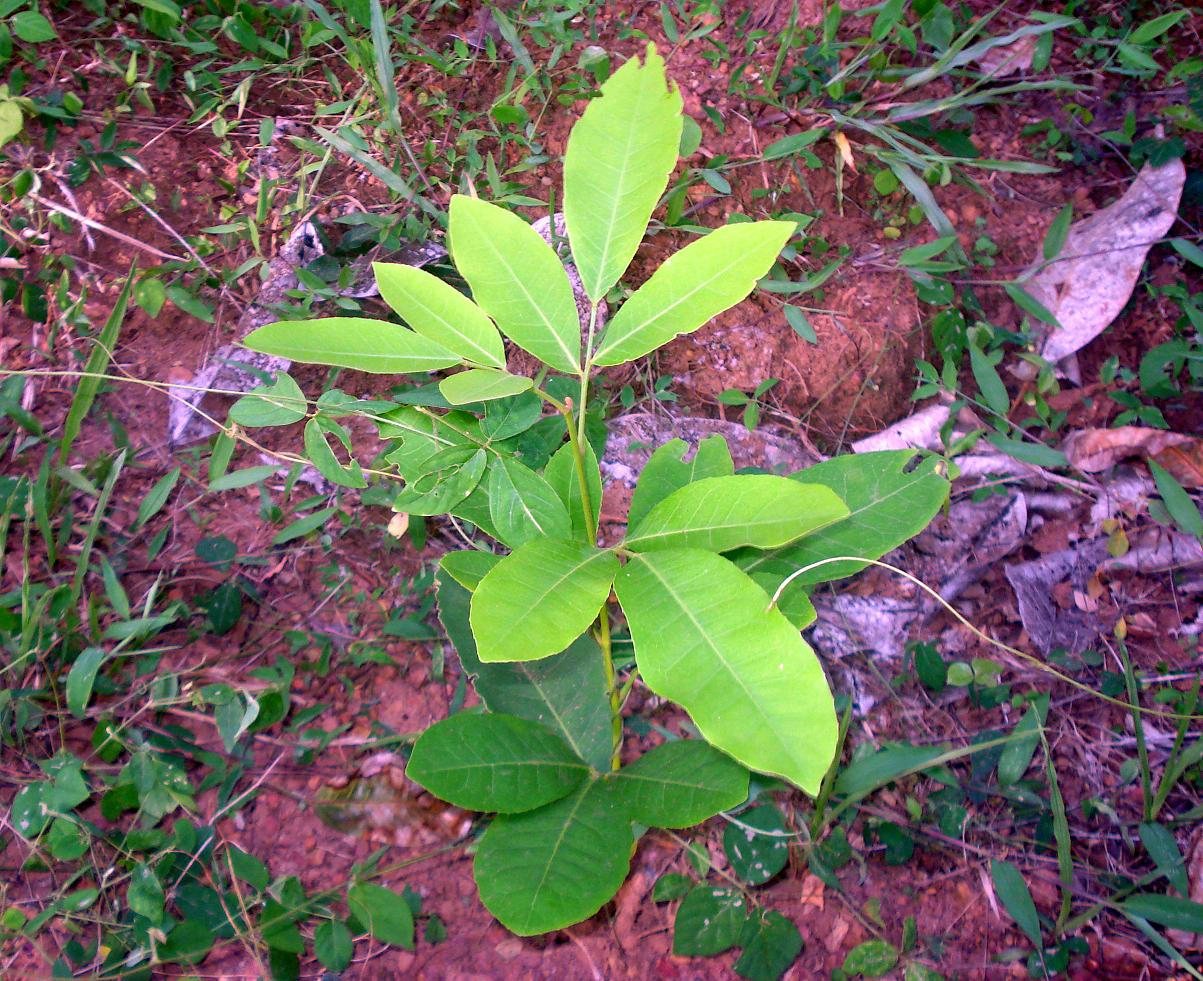
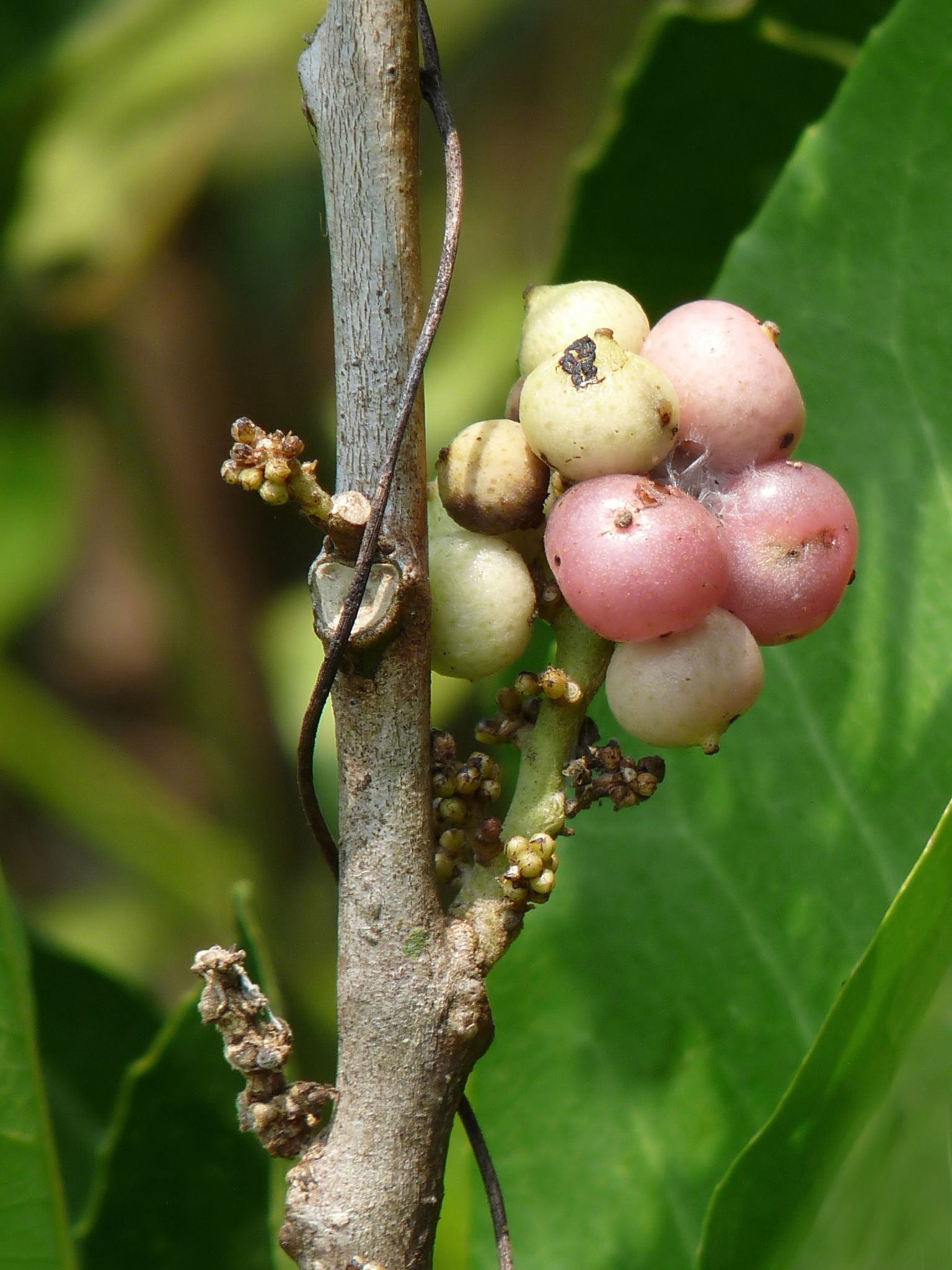
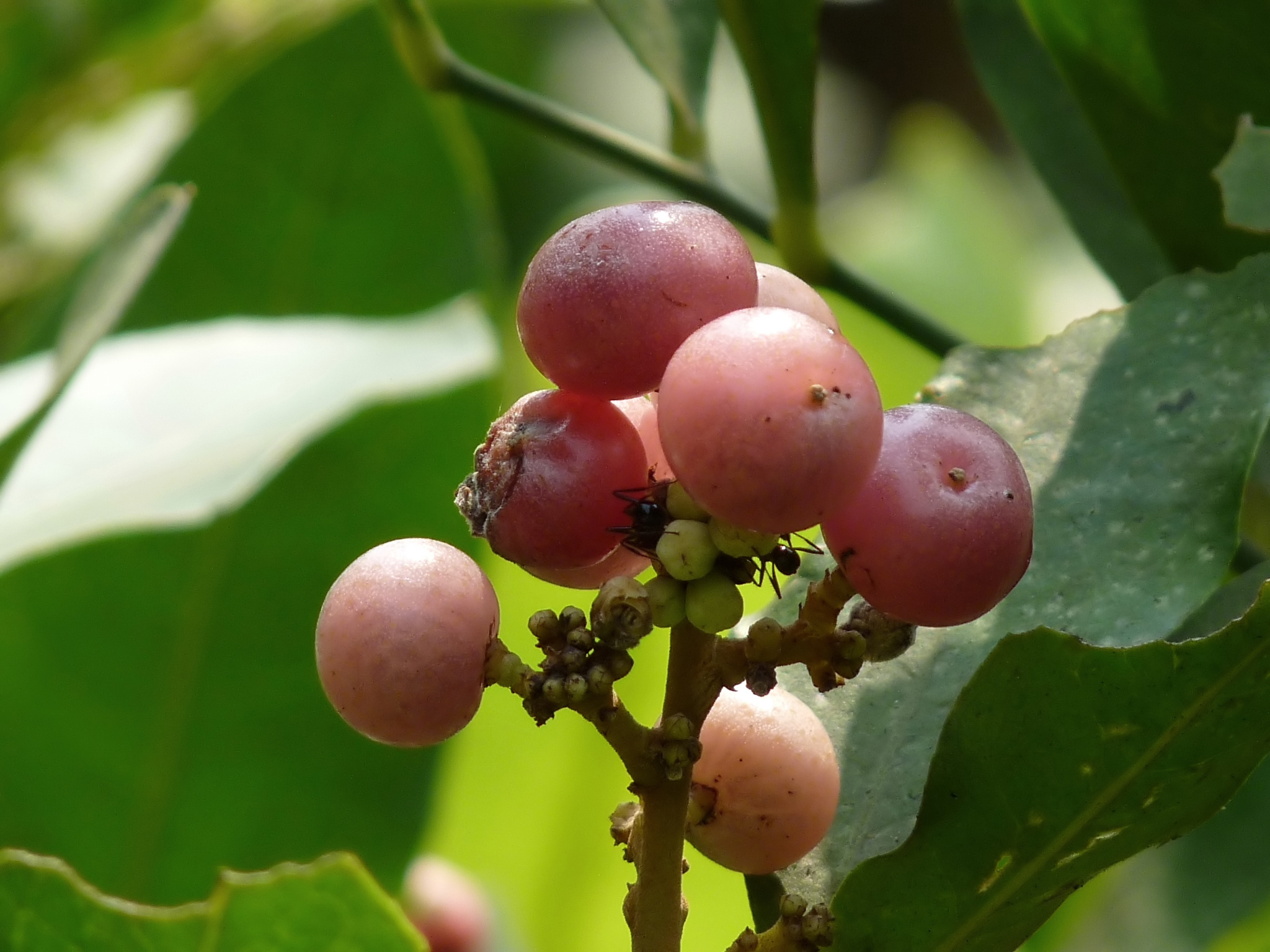